# Xanthotis macleayanus
Xanthotis macleayanus là một loài chim trong họ Meliphagidae.